# Dichomitus
Dichomitus là một chi nấm thuộc họ Polyporaceae.